# Laškovce
Laškovce é um município da Eslováquia, situado no distrito de Michalovce, na região de Košice. Tem 3,31 km² de área e sua população em 2018 foi estimada em 698 habitantes.

## Demografia
| Ano:        | 1994 | 2004    | 2014    | 2024    |
| ----------- | ---- | ------- | ------- | ------- |
| Broj ljudi: | 422  | 530     | 667     | 766     |
| Razlika:    |      | +25,59% | +25,84% | +14,84% |

| Ano:               | 2023 | 2024   |
| ------------------ | ---- | ------ |
| Número de pessoas: | 763  | 766    |
| Diferença:         |      | +0,39% |